# Serica capensis
Serica capensis är en skalbaggsart som beskrevs av Brenske 1902. Serica capensis ingår i släktet Serica och familjen Melolonthidae. Inga underarter finns listade i Catalogue of Life.